# سكيمنوس إنديانينسيس
 سكيمنوس إنديانينسيس (بالإنجليزية: Zacorisca phaeoxesta)‏ او خنفساء إنديانا، هي نوع من خنافس السيدة الداكنة في فصيلة الدعسوقيات. توجد في أمريكا الشمالية.